# Лошнів (гміна)
Ґміна Лошнів — давня сільська ґміна у Теребовлянському повіті Тернопільського воєводства Другої Речі Посполитої. Адміністративним центром ґміни було село Лошнів.
Ґміна утворена 1 серпня 1934 року в рамках реформи на підставі нового закону про самоуправління (23 березня 1933 року).
Площа гміни — 70,88 км².
Кількість житлових будинків — 1580.
Кількість мешканців — 7579
Гміну створено на основі давніших гмін: Боричівка, Кровинка, Лошнів і Сущин.